# Cecilia Okoye
Cecilia Nkemdilim Okoye (née le 13 septembre 1991) est une joueuse nigériane de basket-ball. Elle est membre de l'équipe du Nigeria de basket-ball féminin et a participé au Championnat d’Afrique de basket-ball féminin 2017, puis à la Coupe du monde féminine de basket-ball 2018.

## Carrière
- 2016-17 :  McNeese State University
- 2017-18 :  PBC Tirana (en)

## Palmarès
- Médaille d'or au championnat d'Afrique 2017

- Coupe du monde féminine de basket-ball 2018